# Akselblomstret star
Akselblomstret star (Carex remota) er et 30-60 cm højt halvgræs, der vokser på fugtig bund i løvskov og langs skovstier.

## Beskrivelse
Akselblomstret star er en flerårig urt med en tæt, tueformet vækst. Bladene er ret slappe, linjeformede og helrandede med tydeligt forsænket midterribbe.
Blomstringen sker i juni-juli, hvor man ser de akslignende blomsterstande sidde endestillet på særlige, trekantede stængler. Blomsterstanden består af uanselige grønne småaks, der sidder spredt i hjørnerne af de meget lange støtteblade, der ligner stængelbladene. De øverste småaks har hunblomster foroven og hanblomster forneden, mens de laveresiddende småaks er rent hunlige. Frugterne er nødder.
Rodnettet består af forholdsvis tykke trævlerødder.
Højde x bredde og årlig tilvækst: 0,50 x 0,50 m (50 x 50 cm/år), heri ikke medregnet de blomsterbærende skud. Målene kan bruges til beregning af planteafstande i fx haver.

## Voksested
Akselblomstret star er udbredt i Nordafrika, Mellemøsten, Kaukasus, Himalaya og det meste af Europa. I Danmark findes den især i de østlige landsdele, hvor den forekommer i løvskove. Den foretrækker fugtig bund, men er mindre nøjeregnende med surhedsgrad og næringsindhold i jorden.
I Kirstinebjerg Skov i området Hyby Fælled Øvelsesplads findes den på både morbundspartier og muldbund sammen med bl.a. alm. brombær, guldnælde, hindbær, miliegræs, vorterod, hvid anemone, kratfladbælg, liljekonval, skovstar, skovmærke, skovsyre, stinkende storkenæb, stor nælde og storblomstret hønsetarm
| Portal | Portal:Botanik |

## Note
1. ↑  Skov- og Naturstyrelsen: Beskrivelse af Hyby Fælled Øvelsesplads